# Magmatyzm
Magmatyzm – endogeniczny proces geologiczny, w wyniku którego dochodzi do powstawania magmy i skał magmowych. Proces ten, zachodzący we wnętrzu Ziemi, określany jest jako plutonizm, a przemieszczanie się magmy w kierunku jej powierzchni określane jest pojęciem wulkanizmu.